# Yngwie J. Malmsteen
Yngwie Johann Malmsteen (født Lars Johan Yngve Lannerbäck den 30. juni 1963) er en kendt svensk guitarist. Specielt kendt er han for sit utrolig hurtige spil under solo og improvisering. Han tilhører en gruppe guitarister, der spiller neo-klassisk metal, og det mærkes ved hans brug af klassiske elementer (endda hele klassiske stykker og orkestre) i sine koncerter og indspilninger.

## Album
- Rising Force (1984)
- Marching Out (1985)
- Trilogy (1986)
- Odyssey (1988)
- Trial BY Fire -live (1989)
- Eclipse (1990)
- The Yngwie Malmsteen Collection (1991)
- Fire & Ice (1992)
- The Seventh Sign (1994)
- Power and Glory (1994)
- I Can't Wait (1994)
- Magnum Opus (1995)
- Inspiration (1996)
- Inspiration (Expanded) (1996)
- Facing the Animal (1997)
- Concerto Suite for Electric Guitar and Orchestra in E flat minor, Opus 1 (1998)
- Yngwie Malmsteen live (1998)
- Alchemy (1999)
- Anthology 1994-1999 (2000)
- Best of Yngwie Malmsteen 1990-1999 (2000)
- Concerto Suite – Live from Japan (2000)
- War to End All Wars (2000)
- The Genesis (2002)
- Attack (2002)
- G3 live (2004)
- Unleash the Fury (2005)
- Perpetual Flame (2008)